# Яблонська-Бобаль Ірина Федорівна
Ірина Яблонська-Бобаль (нар. 3 грудня 1991, м. Тернопіль — українська гандболістка, колишній капітан команди «Карпати» (Ужгород). У 2011 році виступала за юніорську збірну України. З 2015 року викликається до національної збірної України. Виступає на позиції воротаря. Майстер спорту України. 
У кінці червня 2017 року підписала дворічний контракт з девятиразовим чемпіоном Словаччини та семиразовим чемпіоном словацько-чеської гандбольної ліги — «Ювентою».
У складі «Карпат» - чемпіонка України жіночої Суперліги, півфіналістка Кубку Виклику—2015/2016, учасниця Кубку Європейської гандбольної федерації сезонів 2011/2012, 2014/2015. У складі «Городнічанки» (Гродно, Білорусь) – учасниця Кубку Кубків ЄГФ. Найкращий воротар Суперліги сезону 2015/2016. Дворазова номінантка нагороди Гандболістка року в Україні сезонів 2014/2015 та 2015/2016 (третє та друге місце відповідно).
Гандболом почала займатись у 10 років. Випускниця Броварського вищого училища фізичної культури. 